# Claire (Band)
Claire ist eine fünfköpfige deutsche Elektropop-Band aus München.

## Bandgeschichte

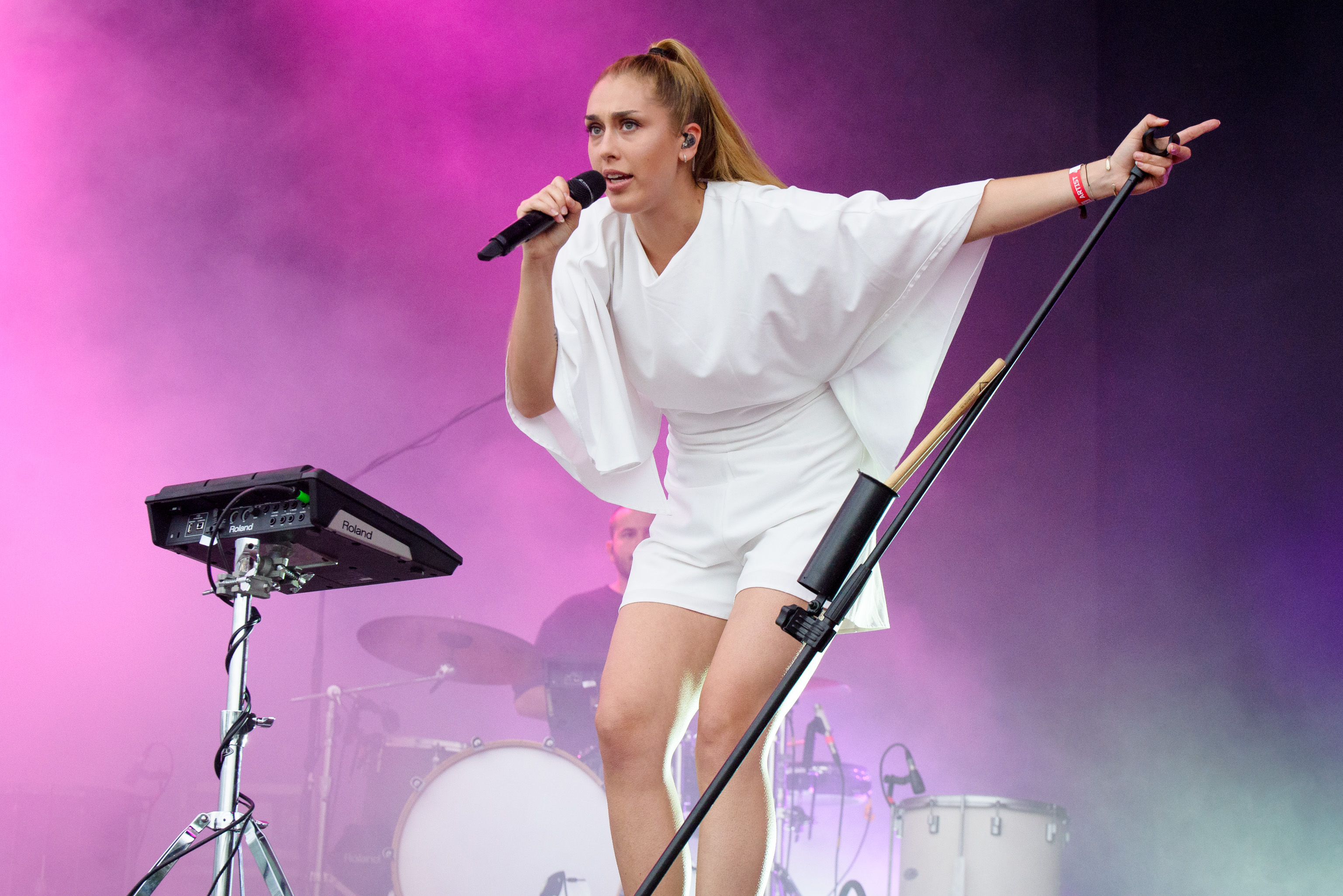
Josie-Claire Bürkle

Die drei Musiker und Produzenten Matthias Hauck, Nepomuk Heller und Florian Kiermaier suchten 2012 für ein Filmprojekt ihres gemeinsamen Aufnahmestudios eine Sängerin und setzten sich mit Josie-Claire Bürkle in Verbindung. Diese war nach ihrer Teilnahme an The Voice of Germany im Jahr zuvor auf der Suche nach einer Band und so entstand aus dem Projekt die Band Claire. Als fünftes Mitglied kam noch der Schlagzeuger Fridolin Achten hinzu.
Die erste Bandproduktion, eine EP namens Games, verhalf ihnen zu einem Plattenvertrag mit Universal. Im Sommer 2013 hatten sie mit dem Titelsong der EP einen ersten Achtungserfolg in den deutschen Charts. Außerdem trat die Band auf zahlreichen deutschen Festivals auf, darunter auch auf dem Melt.
Ende September erschien ihre Debüt-LP mit dem Titel The Great Escape, die auf Platz 38 der Albumcharts einstieg. Anschließend tourten Claire ausgiebig durch Deutschland. Einige Konzerte waren dabei schnell ausverkauft; in Berlin wurde ein zweiter Termin hinzugefügt.

## Diskografie
Alben
- Games (EP, 2013)
- The Great Escape (2013)
- Raseiniai (EP, 2015)
- Tides (2017)

Singles
- Pioneers (2012)
- Games (2013)
- The Next Ones to Come (2013)